# Geumjeong-gu
Geumjeong-gu (koreanska: 금정구) är ett av de 15 stadsdistrikten (gu) i staden Busan i sydöstra Sydkorea, 300 km sydost om huvudstaden Seoul.

## Administrativ indelning
Geumjeong-gu består av 17 stadsdelar (dong).

- Bugok 1-dong
- Bugok 2-dong
- Bugok 3-dong
- Bugok 4-dong
- Cheongnyongnopo-dong
- Geumsahoedong-dong
- Geumseong-dong
- Guseo 1-dong
- Guseo 2-dong
- Jangjeon 1-dong
- Jangjeon 2-dong
- Jangjeon 3-dong
- Namsan-dong
- Seo 1-dong
- Seo 2-dong
- Seo 3-dong
- Seondugu-dong